# Jim Ansari
Jim Ansari (* um 1950) ist ein schottischer Badmintonspieler. 

## Karriere
Jim Ansari siegte 1973 bei den Scottish Open im Herrendoppel mit John Britton. 1974 waren beide gemeinsam bei den Irish Open erfolgreich. 1975 und 1976 wurden sie nationale Meister im Herrendoppel.

## Sportliche Erfolge
| Saison | Veranstaltung                     | Disziplin    | Platz | Name                      |
| ------ | --------------------------------- | ------------ | ----- | ------------------------- |
| 1973   | Scottish Open                     | Herrendoppel | 1     | Jim Ansari / John Britton |
| 1974   | Irish Open                        | Herrendoppel | 1     | Jim Ansari / John Britton |
| 1975   | Schottland: Einzelmeisterschaften | Herrendoppel | 1     | Jim Ansari / John Britton |
| 1976   | Schottland: Einzelmeisterschaften | Herrendoppel | 1     | Jim Ansari / John Britton |